# 香港藝術節
香港藝術節於1973年正式揭幕，是國際藝壇中重要的文化盛事，於每年2、3月期間呈獻眾多優秀本地及國際藝術家的演出，以及舉辦多元化的「加料」和教育活動，致力豐富香港的文化生活。

## 簡介

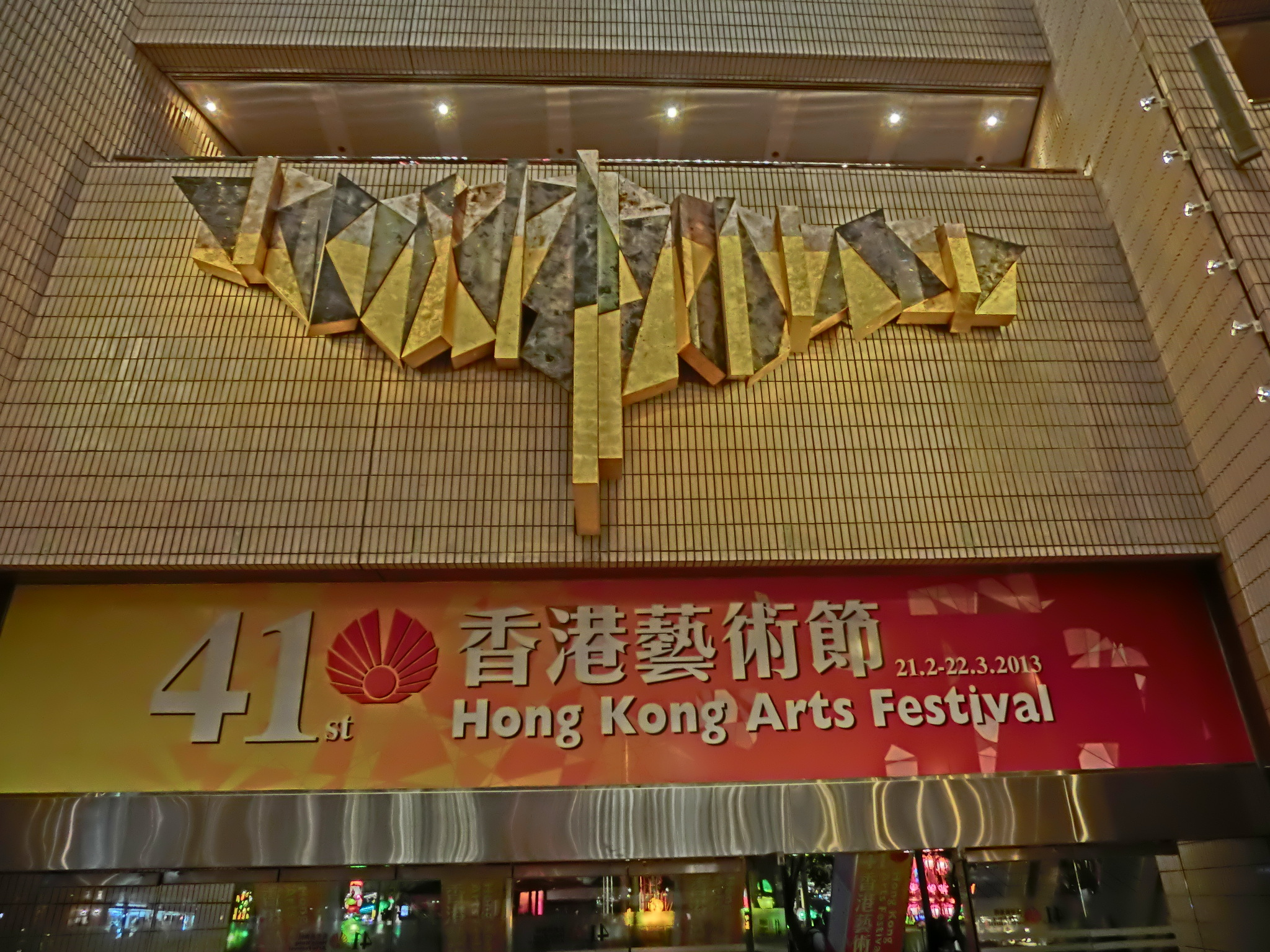
2013年香港藝術節

藝術節節目涵蓋包括古典音樂、中國音樂、世界音樂、歌劇、戲曲、戲劇及舞蹈。國際演藝名家，包括芭托莉、卡里拉斯、馬友友、格拉斯、馬素爾、沙爾、巴里殊尼哥夫、紀蓮、史柏西、皇家阿姆斯特丹音樂廳樂團、聖彼得堡馬林斯基劇院基洛夫樂團及合唱團、巴伐利亞國立歌劇院、紐約市芭蕾舞團、巴黎歌劇院芭蕾舞團、翩娜·包殊烏珀塔爾舞蹈劇場、雲門舞集、星躍馬術奇藝坊、皇家莎士比亞劇團、莫斯科藝術劇院及北京人民藝術劇院等都曾經參與藝術節的演出。
香港藝術節多年來與知名海外藝術家及團體聯合製作不少優秀作品，當中包括由香港藝術節、香港歌德學院及翩娜·包殊烏珀塔爾舞蹈劇場聯合製作的《抹窗人》、由倫敦老域劇院、布魯克林音樂學院與尼爾街製作公司製作、香港藝術節為聯合委約機構之一的「橫貫計劃」之《暴風雨》及《李察三世》、由香港藝術節及上海國際藝術節聯合委約的《青蛇》、三藩市歌劇院與香港藝術節聯合製作的《紅樓夢》等。
香港藝術節積極與本地演藝人才合作，並致力為新進藝術家提供展示才華的平台。藝術節至今委約及製作逾200套本地全新創作，包括粵劇、戲劇、室內歌劇、音樂和舞蹈作品，近年開始同步出版新作劇本，不少製作更已在香港及海外多度重演。
香港藝術節大力投資下一代的藝術教育。「青少年之友」成立29年來，已為逾782,000位本地中學生及大專生提供藝術體驗活動。藝術節近年亦開展多項針對大、中、小學生的藝術教育活動，包括由國際及本地藝術家主持的示範講座及工作坊、學生展演、演前講座、公開彩排、以及欣賞藝術節演出。同時，通過「學生票捐助計劃」，藝術節每年提供約10,000張半價學生票。
香港藝術節每年主辦一系列多元化並深入社區的「加料節目」，例如電影放映、示範講座、大師班、工作坊、座談會、後台參觀、展覽、藝人談、文化導賞團等，鼓勵觀眾與藝術家互動接觸。
藝術節是一所非牟利機構，其主要收入除了政府的恆常資助及票房外，極大一部分來自各大企業、熱心人士和慈善基金會的贊助和捐款，以及政府針對捐款和贊助收入而提供的配對資助。

## 香港藝術節委員會 (2020/2021)
贊助人
- 林鄭月娥

永遠名譽會長
- 邵逸夫爵士, CBE (1907-2014)

執行委員會
- 查懋成先生 (主席)

- 盧景文先生 (副主席)

- 李錦榮先生 (義務司庫)

- 鄭維新先生

- 鄭惠貞女士

- 梁靳羽珊女士

- 梁卓偉教授

- 姚潔莉女士

- 楊光先生

- 文肇偉先生

- 孫大倫博士

## 歷任出席及總監
| 年份   | 屆數 | 主席                          | 總監                              |
| 1973年 | 1    | 邵逸夫爵士 CBE                |                                   |
| 1974年 | 2    | 邵逸夫爵士 CBE                |                                   |
| 1975年 | 3    | 邵逸夫爵士 CBE                |                                   |
| 1976年 | 4    | 邵逸夫爵士 CBE                |                                   |
| 1977年 | 5    | 邵逸夫爵士 CBE                |                                   |
| 1978年 | 6    | 邵逸夫爵士 CBE                |                                   |
| 1979年 | 7    | 邵逸夫爵士 CBE                |                                   |
| 1980年 | 8    | 邵逸夫爵士 CBE                | 史迪敦先生                        |
| 1981年 | 9    | 邵逸夫爵士 CBE                | 史迪敦先生                        |
| 1982年 | 10   | 邵逸夫爵士 CBE                | 史迪敦先生                        |
| 1983年 | 11   | 邵逸夫爵士 CBE                | 史迪敦先生                        |
| 1984年 | 12   | 邵逸夫爵士 CBE                | 史迪敦先生                        |
| 1985年 | 13   | 邵逸夫爵士 CBE                | 史迪敦先生                        |
| 1986年 | 14   | 邵逸夫爵士 CBE                | 史迪敦先生                        |
| 1987年 | 15   | 邵逸夫爵士 CBE                | 史迪敦先生                        |
| 1988年 | 16   | 邵逸夫爵士 CBE                | 鄭新文先生                        |
| 1989年 | 17   | 邵逸夫爵士 CBE                | 鄭新文先生                        |
| 1990年 | 18   | 鮑磊先生 OBE JP               | 鄭新文先生                        |
| 1991年 | 19   | 鮑磊先生 OBE JP               | 鄭新文先生                        |
| 1992年 | 20   | 鮑磊先生 OBE JP               | 鄭新文先生                        |
| 1993年 | 21   | 鮑磊先生 OBE JP               | 鄭新文先生                        |
| 1994年 | 22   | 鮑磊先生 OBE JP               | 鄭新文先生                        |
| 1995年 | 23   | 鮑磊先生 OBE JP               | 吳球先生                          |
| 1996年 | 24   | 鮑磊先生 OBE JP               | 吳球先生                          |
| 1997年 | 25   | 鮑磊先生 OBE JP               | 吳球先生                          |
| 1998年 | 26   | 鮑磊先生 OBE JP               | 吳球先生                          |
| 1999年 | 27   | 鮑磊先生 OBE JP               | 吳球先生                          |
| 2000年 | 28   | 鮑磊先生 OBE JP               | 吳球先生                          |
| 2001年 | 29   | 鮑磊先生 OBE JP               | 吳球先生                          |
| 2002年 | 30   | 梁紹榮夫人 SBS BBS MBE JP     | 吳球先生                          |
| 2003年 | 31   | 梁紹榮夫人 SBS BBS MBE JP     | 高德禮先生                        |
| 2004年 | 32   | 李業廣先生 GBM GBS JP         | 高德禮先生                        |
| 2005年 | 33   | 李業廣先生 GBM GBS JP         | 高德禮先生                        |
| 2006年 | 34   | 李業廣先生 GBM GBS JP         | 高德禮先生                        |
| 2007年 | 35   | 李業廣先生 GBM GBS JP         | 何嘉坤女士 （页面存档备份，存于） |
| 2008年 | 36   | 李業廣先生 GBM GBS JP         | 何嘉坤女士 （页面存档备份，存于） |
| 2009年 | 37   | 李業廣先生 GBM GBS JP         | 何嘉坤女士 （页面存档备份，存于） |
| 2010年 | 38   | 李業廣先生 GBM GBS JP         | 何嘉坤女士 （页面存档备份，存于） |
| 2011年 | 39   | 李業廣先生 GBM GBS JP         | 何嘉坤女士 （页面存档备份，存于） |
| 2012年 | 40   | 李業廣先生 GBM GBS JP         | 何嘉坤女士 （页面存档备份，存于） |
| 2013年 | 41   | 李業廣先生 GBM GBS JP         | 何嘉坤女士 （页面存档备份，存于） |
| 2014年 | 42   | 夏佳理先生 GBM CVO GBS OBE JP | 何嘉坤女士 （页面存档备份，存于） |
| 2015年 | 43   | 夏佳理先生 GBM CVO GBS OBE JP | 何嘉坤女士 （页面存档备份，存于） |
| 2016年 | 44   | 查懋成先生                    | 何嘉坤女士 （页面存档备份，存于） |
| 2017年 | 45   | 查懋成先生                    | 何嘉坤女士 （页面存档备份，存于） |
| 2018年 | 46   | 查懋成先生                    | 何嘉坤女士 （页面存档备份，存于） |
| 2019年 | 47   | 查懋成先生                    | 何嘉坤女士 （页面存档备份，存于） |
| 2020年 | 48   | 查懋成先生                    | 何嘉坤女士 （页面存档备份，存于） |
| 2021年 | 49   | 查懋成先生                    | 何嘉坤女士 （页面存档备份，存于） |

## 過往節目 (未完成)
| 年份   | 開幕節目                                                      | 閉幕節目                                                              |
| 2002年 | 莫斯科大劇院《沙皇鮑里斯》                                    | 中央芭蕾舞團《大紅燈籠高高掛》                                        |
| 2003年 | 史圖加歌劇院《後宮誘逃》                                      | 漢堡芭蕾舞團                                                          |
| 2004年 | 柏林喜歌劇院《風流寡婦》                                      | 倫敦交響樂團                                                          |
| 2005年 | 波蘭國家歌劇院《奧塞羅》                                      | 西班牙國立舞劇院                                                      |
| 2006年 | 狄信湯瑪士與三藩市交響樂團                                    | 德累斯頓歌劇院及紐倫堡歌劇院《唐·喬望尼》                             |
| 2007年 | 西蒙諾夫與莫斯科愛樂樂團                                      | 《阿根廷的最後探戈》                                                  |
| 2008年 | 史圖加芭蕾舞團《天鵝湖》                                      | 尤洛夫斯基與倫敦愛樂樂團                                              |
| 2009年 | 海廷克與芝加哥交響樂團                                        | 小野麗莎 - Bossa Nova經典50年                                         |
| 2010年 | 百年回顧八和鳴                                                | 格杰夫與馬林斯基樂團                                                  |
| 2011年 | 塞西莉亞·芭托莉                                               | 《迷失探戈》鄔蒂．蘭普與皮亞蘇拉六重奏                                |
| 2012年 | 漢堡芭蕾舞團 約翰·紐邁亞《馬勒第三交響曲》                    | 巴伐利亞電台交響樂團 ─ 丹尼奧·哈汀                                    |
| 2013年 | 美國芭蕾舞劇院 ─ 精選舞薈                                     | 拿波里聖卡洛劇院 ─ 非凡威爾第                                         |
| 2014年 | 科隆愛樂樂團                                                  | 薩翁林納歌劇節 ─ 歌劇盛宴                                             |
| 2015年 | 泰利曼與德累斯頓國家管弦樂團                                  | 莫斯科大劇院芭蕾舞團《珠寶》                                          |
| 2016年 | 芬茲．帕斯卡劇團《真相奇幻坊》                                | 米克洛夫斯基芭蕾舞團《睡美人》                                        |
| 2017年 | 德國巴伐利亞國家芭蕾舞團《舞姬》                              | 三藩市歌劇院《紅樓夢》                                                |
| 2018年 | 蘇黎世芭蕾舞團《安娜．卡列妮娜》                              | 愛沙尼亞國家交響樂團及愛沙尼亞國家男聲合唱團                          |
| 2019年 | 瑪琳．艾爾梭與聖保羅交響樂團                                  | 漢堡芭蕾舞團–約翰．紐邁亞《約翰．紐邁亞的世界》                       |
| 2020年 | 尼爾森斯與波士頓交響樂團 （受2019冠狀病毒疫情影響，節目取消） | 俄羅斯莫伊謝耶夫舞團《世紀傳奇》 （受2019冠狀病毒疫情影響，節目取消） |
| 2021年 | 香港中樂團《樂旅中國》                                        | 俄羅斯莫伊謝耶夫舞團「特備節目」                                      |

## 委約及新製作
香港藝術節積極通過委約製作新作品，推廣本土創作，當中不少作品更搬到海外進行公演。
第36屆藝術節中曾以新銳舞台系列登場、亦於2012年第四十屆藝術節中載譽重演的泰特斯曾經於倫敦莎士比亞環球劇場的「World Shakespeare Festival」中登場。成為活動中以37種不同語言演出的莎劇之一，更是粵語製作首次登上環球劇場的大舞台。
2013年一部以中國时代女性作家為題材的华语歌劇《蕭紅》，由香港劇作家意珩担任原創编剧和作词。2013年3月香港大会堂首演成功，引起轰动，作品被誉为香港新风格代表作。2014年《萧红 （页面存档备份，存于）》受邀於台北重演。
2014年由藝術節委約，喻榮軍編劇及著名剧场导演鄧偉傑執導的節目《烏合之眾》亦曾先後於香港及上海兩地上演。
藝術節亦與倫敦莎士比亞環球劇場聯合委約劇場導演鄧樹榮，再度以粵語創作莎士比亞經典馬克白。作品亦先後於2015年及2016年於倫敦及香港兩地進行世界及亞洲首演。

## 相關連結
- 香港藝術節官方網站 （页面存档备份，存于）
- 香港藝術節2011-節目安排 （页面存档备份，存于）
- 香港藝術節2011-專題介紹 （页面存档备份，存于）
- 香港藝術節2011網絡雜誌-在線閱讀與下載 （页面存档备份，存于）